# IC 1405
IC 1405 — галактика типу SBab () у сузір'ї Водолій.
Цей об'єкт міститься в оригінальній редакції індексного каталогу.